# Данилевский, Евгений Иванович
Евгений Иванович Данилевский (1928—2010) — народный художник РСФСР (1985).

## Биография
Учился в Харьковском художественном институте (1946-52) по мастерской батальной живописи, был учеником известного московского живописца академика П. И. Котова.
С 1952 года работал в Москве над монументальными произведениями для ВДНХ, в комбинате живописного искусства Художественного фонда РСФСР, с 1962 года до последних дней — в Студии военных художников имени М. Б. Грекова Архивная копия от 17 января 2020 на Wayback Machine.
Участник большинства республиканских и всесоюзных выставок 1960-80-х годов.
Автор многочисленных живописных полотен на исторические темы — «Куликовская битва», «Дмитрий Донской», «К полю Куликову», «Царь», «Иван Грозный принимает английское посольство», «Триумф Полтавской победы» и др.
Умер в 2010 году. Похоронен на Бёховском кладбище.

## Личная жизнь
Жена — Низковская Надежда Парфеновна, по профессии искусствовед, занимается популяризацией творчества Данилевского.